# Gene Kiniski
Eugene Nicholas Kiniski (23 de noviembre de 1928-14 de abril de 2010), más conocido como Gene Kiniski, fue un luchador profesional canadiense; es padre de los luchadores Nick Kiniski y Kelly Kiniski. Nació en las afueras de la ciudad de Edmonton, Alberta, Canadá. Kiniski es uno de los primeros campeones del mundo con formación previa en fútbol americano, luego de Bronko Nagurski.

## Vida personal
Era el mayor de seis hermanos. Con diecisiete años, Kiniski ya medía más de 180 centímetros. Gene practicaba lucha y jugó al fútbol americano en el Instituto St Joseph. En marzo de 1947 entró en la Annual Edmonton (escuela de boxeo y lucha libre), que en aquella época celebraba un torneo en el Gimnasio de Westglen, pero debido a su peso y tamaño fue el único peso pesado que compitió.
En 1949 Kiniski llamó la atención de Annis Stkus, un observador de los Edmonton Skimos, de la entonces Unión Interprovincial Occidental de Fútbol  (que más tarde se fusionó con la Unión interprovincial de Rugby para formar la Liga de fútbol americano de Canadá). Los luchadores Al Oeming y Stu Hart, junto con Kiniski, también se encontraban en el campamento de entrenamiento de fútbol. Otros dos compañeros fueron Wilbur Snyder y Joe Blanchard, quienes también serían luchadores.
Kiniski tenía garantizado un lugar en la línea defensiva, y por su buen rendimiento en el equipo se ganó una beca para estudiar en la Universidad de Arizona. Estudió en esta universidad desde el 18 de septiembre de 1950 al 26 de enero de 1952. También jugaba en la línea defensiva del equipo de Bob Winslow. 
Rod Fenton contrató a Kiniski para que participara en la lucha libre profesional en Arizona en 1952.
Regresó a Edmonton para jugar al fútbol en el equipo de los Edmonton Eskimos, pero en el primer partido contra el equipo de fútbol americano de Saskatchewan sufrió un desgarro en la rótula en agosto de 1952. Kiniski se retiró del fútbol un año más tarde para dedicarse a la lucha libre profesional.

## Inicio de su carrera como luchador
Después de retirarse del fútbol, Kiniski estuvo preparándose para iniciar su carrera como luchador. Su debut se produjo el 13 de febrero de 1953 en Tucson, Arizona, donde derrotó a Curly Hughes.
Kiniski hizo su primera aparición en televisión, en el sur de California, junto a otros luchadores como Wilbur Snyder y Bobo Brazil. Un año más tarde se asoció con John Tolos para ganar su primer campeonato destacable, el NWA International Television Tag Team Championship en Los Ángeles.
En noviembre de 1954 retó al campeón mundial de la NWA Lou Thez. Siendo un nuevo talento, se le estaba dando la oportunidad de pelear por el título. El 3 de noviembre de 1954 en el Olympic Auditorium de Los Ángeles se llevó a cabo el duelo, que terminó con Kiniski como perdedor.
Tras esto, Kiniski se aventuró a San Francisco y se unió con Lord James Blears, donde ganaría el NWA World Tag Team Championship de San Francisco tres veces en 1955. Después de estos acontecimientos, emigró a Texas. 
El 18 de agosto de 1956 obtuvo el NWA Texas Heavyweight Championship.

## Toronto y Montreal
Después de luchar en su país natal, Canadá, por primera vez en noviembre de 1956, debutó en el Maple Leaf Wrestling de Toronto. Su primer evento principal fue en el Maple Leaf Gardens en enero de 1957, cuando se unió con Buddy Rogers para pelear contra Whipper Billy Watson y Pat O' Connor, dando así comienzo a una larga enemistad de Watson hacia Kiniski, que abarcó toda Canadá. El feudo se hizo popular ya que la cadena de televisión nacional de Canadá, la CBC, transmitió la mayoría de las luchas.
En 1957 Kiniski compitió en Montreal y Toronto. Sus feudos con Whipper Billy Watson, Eric Yukon, Edouard Carpentier y Pat O' Connor impulsaron aún más su carrera.
Kiniski logró conseguir el NWA British Empire Heavyweight Championship (Toronto), arrebatándoselo a Pat O' Connor, el 2 de mayo de 1957. También ganó el NWA World Heavyweight Championship de Montreal, coronándose ante Edouard Carpeinter el 12 de junio de 1957. Luego tuvo una pelea en el estadio de Montreal ante Killer Kowalski, perdiendo el título mundial frente a 21 000 personas.

## Campeonatos
Una vez que Kiniski estuvo en la American Wrestling Association (AWA), derrotó al campeón del mundo de dicha asociación, Verne Gagne, logrando conseguir el AWA World Heavyweight Championship el 11 de julio de 1961. También consiguió el AWA World Tag Team Championship dos veces junto con Hard Boiled Haggerty. El reinado de Kiniski como campeón mundial de la AWA no duró más de un mes. Kiniski ganó otro título en el oeste de Texas un año más tarde.
En 1962 Kiniski se unió a la NWA All Star Wrestling, en cuya estadía ganó el NWA British Empire Heavyweight Championship (Vancouver versión) en dos ocasiones y el NWA Pacific Coast Tag Team Championship (Vancouver Versión) en tres ocasiones más. Desafió a Buddy Rogers por el NWA Pacific Coast Heavyweight Championship (Vancouver Versión) en el Empire Stadium el 30 de julio de 1962. El lugar preferido de Kiniski para luchar era Vancouver, pero también hizo apariciones en otras marcas en Japón y Estados Unidos. También tuvo una larga temporada en la World Wide Wrestling Federation (WWWF) en 1964, donde luchó varias veces con el campeón de aquel entonces Bruno Sammartino. Kiniski luchó contra Sammartino por el WWWF Championship el 16 de noviembre de 1964 en el Madison Square Garden, aunque la lucha la ganó Sammartino. Inesperadamente, Kiniski salió corriendo del cuadrilátero con el título en la mano, que mantendría como su propiedad hasta la revancha del 14 de diciembre de 1964, donde Sammartino recobró el título.
Kiniski se dirigió luego a la World Wrestling Association (WWA) ubicada en Indianápolis, en diciembre de 1965. Unas semanas más tarde, Kiniski ganó la oportunidad de pelear por el WWA World Heavyweight Championship.
La fama de su carrera aumentó aún más cuando derrotó a Thez, convirtiéndose en el campeón en diciembre de 1965 frente a 11 612 personas en el auditorio de Kiel en San Luis.

## El Campeón Heel
A diferencia de Thesz, Kiniski era Heel, papel que se le acomodaba muy bien con su campeonato mundial. Luchó
con muchas superestrellas para defender su título, tales como Bobo Brazil, Dick The Bruiser, Johnny Valentine, Bill Wats, Edouard Carpentier, Pat O' Connor and the Funks, Terry and Dory, Jr. respectivamente.
Recorrió todo el mundo defendiendo su título durante tres años como campeón, haciendo paradas frecuentes en Vancouver para defenderlo en la NWA All Star Wrestling, teniendo peleas ante Lou Thesz, Don Leo Jonathan, Dutch savage, Bill Dromo, Bearcat Wright, John Tolos, Chris Tolos, Abdullah the Butcher, Haystacks Calhoun, Bobby Shane, Dean Higuchi, Tex Mckenzei y Paddy Barrett.
Después de algunas paradas en Honolulu, Hawái y de convertirse en el primer campeón del mundo en aparecer en Los Ángeles, habiendo pasado más de 11 años, Kiniski ya estaba agotado. En la convención de la NWA en 1968 anunció que llegó la hora de renunciar (dimitir). Kiniski acordó perder el campeonato ante Dory Funk, Jr. el 11 de febrero de 1969 en Tampa.

## Década de 1970
La pérdida del título mundial no significo el término de su carrera, porque Kiniski siguió ganando campeonatos en la NWA All Star Wlestler y en otros lugares. Ganó el NWA Missouri Heavyweight Championship de manos de Terry Funk en St Louis el 16 de marzo de 1973, mientras que en Vancouver ganó el NWA Pacific Coast Heavyweight Championship (Vancouver Versión) siete veces, de 1970 a 1979, y ganó el NWA Canadian Tag Team Championship (Vancouver version) diez veces entre 1963 y 1976. En Japón consiguió el NWA International Heavyweight Championship (Amarillo versión) en 1970. También se involucró en el lado promocional de la empresa. Unió fuerzas con Sandor Kovacs, Portland y el promotor Don Owen para adquirir el territorio de la NWA en Vancouver a finales de la década de 1960, lo que, combinado con Kiniski (que en ese entonces era campeón mundial de la NWA en ese momento), ayudó a que en Vancouver los luchadores siguieran ejerciendo su profesión por muchos años más, hasta que Kovacs vendió su participación Al Tomko en 1977. Kiniski mantuvo su participación en la propiedad de la NWA All Star hasta alrededor del año 1983.

## Retiro
Kiniski siguió participando en el deporte unos pocos años más, entrenando en equipo periódicamente con sus hijos Nick y Kelly. También fue árbitro especial en el evento inaugural de la NWA Starrcade (Ric Flair vs el campeón del mundo de la NWA Harley Race, en una jaula de acero) en 1983, y más tarde en la promoción de eventos en Stampede y de la AWA, mientras que en Vancouver entraba al ring de vez en cuando. Aún era un luchador activo cuando decidió retirarse. Fue inducido en el salón de la fama de la Wrestling Observer Newsletter en 1996.
Además de los deportes, Kiniski también se dedicó un poco a la actuación, trabajó junto con Sylvester Stallone en la película Paradise Alley, en la película Double Happiness (que también protagonizó Sandra Oh) y participó en la película que se grabó en Vancouver Terminal City Ricochet, haciendo de un policía. En la televisión apareció como una de las leyendas de la lucha libre entrevistadas en un programa e hizo varios anuncios comerciales que se transmitieron en Vancouver. También hizo una aparición en un episodio de la CBUT artes en 1993, discutiendo de arte con la entrevistadora Christine Lippa en una zona de Vancouver, en una galería de arte.

## Campeonatos y logros
- American Wrestling Association
  - AWA United States Heavyweight Championship (2 veces)
  - AWA World Heavyweight Championship (1 vez)
  - AWA World Tag Team Championship (2 veces) - con Hard Boiled Haggerty
- Japan Wrestling Association
  - JWA All Asia Tag Team Championship (1 vez) - con Caripus Hurricane
  - NWA International Heavyweight Championship (1 vez)
- Maple Leaf Wrestling
  - NWA British Empire Heavyweight Championship (Toronto Version) (2 Veces)
  - NWA Canadian Open Tag Team Championship (2 veces) - con Fritz Von Erich (1) y Don Leo Jonathan (1)
- Montreal Athletic Commission
  - MAC International Heavyweight Championship (1 vez)
- NWA All-Star Wrestling
  - NWA British Empire Heavyweight Championship (Vancouver Version) (2 veces)
  - NWA Canadian Tag Team Championship (Vancouver Version) (10 veces) - con Mr. X (2), Don Leo Jonathan (1), Bob Brown (2), The Brute (1), Dutch Savage (1), Mr. Saito (1), Dale Lewis (1) y Siegfried Steinke (1)
  - NWA Pacific Coast Heavyweight Championship (Version Vancouver) (7 veces)
  - NWA Pacific Coast Tag Team Championship (Version Vancouver) (3 veces) - con Killer Kowalski (1) y Hard Boiled Haggerty (2)
- NWA Chicago
  - NWA World Tag Team Championship (Chicago Version) (1 vez) - con Dick Afflis
- NWA Los Angeles
  - NWA Los Angeles International Television Tag Team Championship (1 vez) - con John Tolos
- NWA Mid-Pacific Promotions
  - NWA Hawaii Heavyweight Championship (2 veces)
  - NWA North American Heavyweight Championship (Hawaii Version) (3 veces)
  - NWA Hawaii Tag Team Championship (1 vez) - con Lord James Blears
- NWA San Francisco
  - NWA World Tag Team Championship (San Francisco Version) (3 veces) - con Lord James Blears
- NWA Western States Sports
  - NWA International Heavyweight Championship (Amarillo Version) (1 vez)
- Professional Wrestling Hall of Fame
  - Television Era Inducido al salón de la fama (2008)
- Southwest Sports, Inc.
  - NWA Texas Heavyweight Championship (1 vez)
  - NWA Texas Tag Team Championship (1 vez) - con Len Crosby
- St. Louis Wrestling Club
  - NWA Missouri Heavyweight Championship (1 vez)
  - NWA World Heavyweight Championship (1 vez)
- World Wrestling Association
  - WWA World Heavyweight Championship (1 vez)
- World Wide Wrestling Federation
  - WWWF United States Tag Team Championship - con Waldo Von Erich
- St. Louis Wrestling Hall Of Fame
  - Inducido el 2007
- Wrestling Observer Newsletter awards
  - Hall of Fame 1996